# خالد العظم
خالد العظم (1903- 1965) الرئيس الحادي عشر بصفة مؤقتة للدولة السورية بين 4 أبريل و16 سبتمبر 1941، وأحد أبرز الزعماء السياسيين خلال فترة الجمهورية الأولى من تاريخ سوريا. رأس الحكومة في سوريا ست مرات، وتولى كرسيًا وزاريًا أكثر من عشرين مرة. بعد انقلاب حزب البعث على ناظم القدسي في سوريا، انتقل إلى لبنان وعاش فيها حتى وفاته، وقد صادر المجلس الوطني لقيادة الثورة أملاكه داخل البلاد، التي ورثها عن آبائه إذ إن عائلة العظم هم من الأسر الدمشقية العريقة. تميّز خلال فترة نشاطه السياسي بتقديم نموذج عن الوسطية السياسيّة، فاستطاع الحفاظ على نفسه خارج الاصطفاف بين حزب الشعب والكتلة الوطنية وشكلّ حكوماته خلال حكمهما على حد السواء، كما كان نموذجًا عن الرأسمالية السوريّة و‌الليبرالية السياسية والإسلام المعتدل، خلال تلك الفترة.
كان خالد العظم واحدًا من كبار الإقطاعيين وملاك الأراضي سيّما في الجزيرة السورية وهو ما دفع الأحزاب اليساريّة إلى تلقيبه «المليونير الأحمر» و«الكولونيالي»، و«رغم كفاءاته العديدة كرجل دولة، إلا أنه كان متعجرفًا، فخورًا بالأرستقراطية الإقطاعية التي ينتمي إليها»؛ في جهة المقابلة فقد وصف بأنه «صاحب شخصية جذابة» و«ذي بال طويل» و«ذكي»، كما كان ذو شعبية في دمشق وانتخب لعدة دورات نائبًا عنها في البرلمان بصفة مستقل.

## نشأته ونشاطه المبكر
ولد خالد العظم عام 1903 في دمشق لعائلة العظم الدمشقية العريقة، والتي غدا خمسة من أفرادها ولاة لدمشق في العهد العثماني، كان أشهرهم أسعد باشا الذي حكم هذه المدينة 14 عامًا، وخلال ولايته تم إنشاء قصر العظم وخان أسعد باشا، وغيرها من التحسينات على بنية المدينة؛ أما والده فهو محمد فوزي العظم الذي تولى رئاسة بلدية دمشق فأنجز فيها العديد من المشاريع، كالمشفى الوطني وجر مياه عين الفيجة والمساهمة في بناء خط حديد الحجاز، وقد انتخب مرتين عضواً في مجلس المبعوثين العثماني نائباً عن دمشق. كما عين وزيراً للشؤون الدينية، غير أن سياسته الوطنية أقالته من المنصب سريعًا، وعندما قام المؤتمر السوري العام في يونيو 1919 عرضت عليه رئاسته، لكن المنية وافته في نوفمبر 1919.
ولد العظم يوم 6 نوفمبر 1903 في سوق ساروجا، وقد أشار في الجزء الأول من مذكراته إلى أنّ فرحة والديه به كانت كبيرة إذ قدم بعد خمسة وعشرين عاماً أنجبا فيها بنتاً واحدة وطفلين توفيا قبل بلوغهما الثالثة. ويضيف أنَ أمه عندما كانت حاملاً به زارت ضريح خالد بن الوليد في حمص ونذرت إن وهبها الله مولوداً ذكراً أن تسميه خالداً.
تلقى تعليمه الابتدائي على أيد أساتذة خصوصيين بين دمشق وإسطنبول بعد أن عيّن والده وزيرًا للشؤون الدينية، وبعد عودتهم من إسطنبول درس في المدرسة التجارية، ومن بعدها درس الحقوق والقانون في جامعة دمشق وتخرج منها عام 1923، ورث عن أبيه العمل السياسي باكرًا لكون عائلته إحدى أهم عائلات دمشق وأعيانها، فغدا وزيرًا في حكومة دمشق الفيدرالية، خلال عهد الاتحاد السوري. طوال تلك الفترة أدار أملاك عائلته الإقطاعية الغنية في مختلف أنحاء البلاد، وحافظ على نفسه بمنأى من السياسيين المقربين من الانتداب الفرنسي على سوريا، وجمعته علاقة طيبة مع هاشم الأتاسي وشكري القوتلي، غير أنه في السياسة كان أقرب إلى هاشم الأتاسي الذي عارض معه مشروع الوحدة مع مصر، كما اتهمه بكونه «سلطوي جدًا». خلال وزارته تلك قام بتأسيس غرفة صناعة دمشق عام 1935 وكان قد أسس قبلاً مصنع الاسمنت الحكومي، عام 1930. ثم وبعد إعلان الجمهورية الأولى عام 1932 أصبح نائبًا في البرلمان عن دمشق، وكلّف وزارة الخارجية في حكومة نصوحي البخاري عام 1939.
وعلى الرغم من كونه رأسماليًا إلا أن سياساته الماليّة كانت تدعم أيضًا التنمية المتوازنة والعمل على إنصاف طبقات الشعب الأكثر فقرًا، كما أنه دشّن التحالف بين سوريا والاتحاد السوفيتي، وجمعته علاقة صداقة مميزة مع البطريرك الماروني بولس بطرس المعوشي، الذي يقول المؤرخ مروان البني أنه خلال زيارة البطريرك لواشنطن قال الرئيس الإمريكي دوايت أيزنهاور للبطريرك أن الإدارة الإمريكية تعتبر العظم خطيرًا لعلاقته المميزة مع السوفييت.

## العمل الحكومي

### الرئاسة المؤقتة والحكومة الثانية
بعد إقالة بهيج الخطيب عام 1941، في محاولة من قبل الفرنسيين خلال الحرب العالمية الثانية استمالة القوى السياسية الوطنية في سوريا، عهدت إليه رئاسة الدولة السوريّة بالوكالة، جامعًا بين منصبي رئاسة الدولة ورئيس الوزراء فشكل وزارته الأولى، التي كان مهامها الإعداد لعودة الحياة الدستورية إلى البلاد؛ دمغ حكومته الأولى بعدد من القرارات الهامة، فأصدر عفوًا عامًا عن جميع المعتقلين السياسيين الذين أودعتهم فرنسا الفيشية في السجون، وحفظ البلاد من تبعات انقلاب رشيد عالي الكيلاني في العراق، غير أن فرنسا انتهجت سياسة المماطلة والتسويف، وأخيرًا استبدلته بعد خمس أشهر بالرئيس السابق تاج الدين الحسني على أنه رئيس جمهورية، وهو من الشخصيات المحسوبة على أنها مقربة من الانتداب.
انتخب نائبًا في البرلمان عام 1943، أعيد انتخابه عدة مرّات، وأصبح في حكومة الاستقلال الأولى عام 1946 وزيرًا للعدلية فكان من أول قراراته إلغاء «الامتيازات الأجنبية في البلاد»، ثم تزعم معارضة شكري القوتلي عندما أراد تعديل الدستور لكي يُسمح له بالترشح لولاية الثانية، غير أن القوتلي استطاع تعديل الدستور والفوز بانتخابات الرئاسة عام 1947 في وجه العظم، الذي قبل منصب السفير السوري في فرنسا، ولم يستمر في عمله طويلاً إذ سرعان ما طلب منه القوتلي تشكيل الحكومة، بعدما لم يجد أفضل منه في حوز المنصب كما يقول مأمون البني فكانت تلك حكومته الثانية، غير أنها لم تكن مدعومة من قبل الكتل الكبرى، فانفرط عقدها بعد عشرة أيام من تشكيلها، وعاد العظم سفيرًا ونجح في إبرام صفقة تسليح مع فرنسا، كما أبرم لاحقًا صفقة تسليح أخرى مع الاتحاد السوفيتي.
على صعيد إصلاح النقد، أصدرت حكومة العظم سلسلة من القرارات والتشريعات هدفت إلى إلغاء حق المصرف السوري في إصدار النقد وحصر هذا الحق ملكًا للدولة السورية وحدها، عبر مؤسسة سورية صرفة أطلق عليها اسم «مؤسسة إصدار النقد السوري» وأدت ثورة العظم النقدية إلى رفع قيمة الليرة السورية فصارت تساوي أكثر قليلاً من 405 ميلليغراما من الذهب.

### الحكومة الثالثة
أدت نكبة فلسطين إلى سلسلة اضطرابات وأعمال شغب في مختلف المدن السورية، استقالت على إثرها حكومة جميل مردم بك وتم تكليفه تشكيل حكومة جديدة غير أنها فشلت في تحقيق أي تقدم لوقف الغضب الشعبي على الهزيمة. طالب بعض السياسيين الرئيس السابق هاشم الأتاسي تشكيل حكومة إدارة أزمة وكلف الأتاسي فعلاً تشكيل الحكومة غير أنه عاد واعتذر عن التكليف بعد عدم توافق رغبته مع رغبات ممثلي الكتل البرلمانية. كلف القوتلي خالد العظم تشكيل الحكومة إلا أنه اعتذر عن قبول التكليف، الذي وجه للأمير عادل أرسلان وزير الشؤون الاجتماعية غير أنه فشل، فأعاد الرئيس القوتلي تكليف العظم الذي قبل هذه المرة ونجح في 16 ديسمبر 1948 تشكيل حكومته الائتلافية الثالثة التي ضمن وزيرين من الحزب الوطني واثنين من حزب الشعب وثلاثة مستقلين، وقد منحت هذه الحكومة الثقة بأغلبية 73 صوتًا من أصل 108 نائب حضروا الجلسة.
واجهت حكومة العظم الثالثة مشاكل جمّة تتعلق بأهمية تسليح الجيش وإيقاف أعمال الشغب وإيقاف انهيار الليرة السورية، فضلاً عن التزامها «تحرير فلسطين» كما جاء في بيانها الوزاري. وقد رحبت الصحافة السورية بمختلف أطيافها بهذا التشكيل، خصوصًا بعد نجاح الحكومة بإعادة الاستقرار لليرة وإيقاف أعمال الشغب أما في السياسة الخارجية فقد قال العظم أن العالم بات مقسومًا إلى كتلتين وأنه لا يمكن لسوريا البقاء على الحياد وبالتالي عليها اختيار بين كتلة الولايات المتحدة أو كتلة الاتحاد السوفيتي. خلال تلك الفترة نفسها أقرت الحكومة مشروع الاتفاق المالي مع فرنسا وبدأت تدرس مشروع أنابيب التابلاين، جعلت هذه الخطوات الثلاث الحكومة تنال النقد من حزب الشعب والإخوان المسلمين والبعث العربي الاشتراكي وذلك بتهمة تبعية البلاد للولايات المتحدة. بكل الأحوال، فقد شهدت البلاد في دمشق وحمص وحلب وعدة مناطق أخرى مظاهرات حاشدة ضد اتفاقية التابلاين التي وصفت بالمكلفة وغير المفيدة للاقتصاد السوري ما دفع الحكومة لرفعها عن التداول وتأجيل إقراها. أما من منجزات حكومة العظم الأخرى إبرام صفقة شرء أسلحة فرنسية، وإقرار اتفاق الهدنة لعام 1949 مع إسرائيل وهو ما أثر سلبًا على شعبية الحكومة رغم أن سوريا آخر دولة عربية أبرمت الهدنة، والتصديق على اتفاقية النقد السوري، فضلاً عن تأسيس غرفة الزراعة الوطنية، وبناء صوامع للحبوب من المنطقة الشرقية ومصنعًا للنسيج الوطني لإنتاج ألبسة وطنية منخفضة السعر بعد ارتفاع أسعارها داخل السوق السورية؛ وأرادت العمل على بناء سد «يوسف باشا» على نهر الفرات، وذلك لمضاعفة المساحة المروية الخاصة لزراعة القطن والقمح في البلاد. في 6 مارس استقال وزير الداخلية عادل العظمة بعد خلاف مع العظم واستبدل بمحسن البرازي. لعل الإجراءات التي حاول بها العظم إيقاف الاحتجاجات المناوئة لاتفاقية التبلاين من إغلاق مؤقت للمدارس وسحب الترخيص من أحد الصحف المعارضة هو ما دفع العظمة للاستقالة.
دعا مجلس النواب العظم لجلسة مناقشة بخصوص الجيش إلا أن العظم رفض معتبرًا بأنه من الواجب إبقاء الجيش خارج مجال التجاذبات السياسية، رغم أن المجلس عقد جلسته دون حضور الحكومة، ووجهت خلال الجلسة انتقادات قاسية للجيش وقيادته شكلت أساس انقلاب حسني الزعيم لاحقًا رغم أن الجلسة المذكورة اكتسبت صفة السرية. لم يطل عهد حكومة العظم الثالثة كثيرًا، فبعد أربع أشهر من تشكيلها وفي 30 آذار 1949 قام الجيش بقيادة حسني الزعيم بالانقلاب على الحكم الدستوري واعتقل رئيس الجمهورية ورئيس الوزراء وأودعهما مشفى المزة العسكري، وفي اليوم ذاته استقال القوتلي من رئاسة الجمهورية والعظم من رئاسة الوزراء إثر زيارة فارس الخوري لهما في السجن. نشرت الاستقالة في 6 نيسان، وأطلق سراح العظم لاحقًا. وبعد خلع الزعيم في آب 1949 بانقلاب آخر قاده سامي الحناوي معيدًا الحكم الدستوري، أي بعد ثلاث أشهر، عيّن العظم وزيرًا للمالية في حكومة إدارة الأزمة التي شكلها هاشم الأتاسي في 15 آب 1949.

### الحكومة الرابعة
كان من أول مهام حكومة إدارة الأزمة التي شارك بها العظم كوزير للمالية إعداد انتخابات الجمعية التأسيسية لوضع دستور جديد للبلاد. رشح العظم نفسه كمستقل عن مدينة دمشق واستطاع الفوز مجددًا. بعد انعقاد الجمعية انتخب هاشم الأتاسي رئيسًا للجمهورية التي كانت مدارة سابقًا من قبل قيادة الجيش. وبعد انتخابه كلف الأتاسي العظم تشكيل الحكومة. قبل العظم مهمة تشكيل الحكومة غير أنه لم يستطع بسبب توافق مع رؤية حزب الشعب في التشكيل فاعتذر في اليوم التالي. كلف الأتاسي ناظم القدسي رئيس حزب الشعب التشكيل لكنه اعتذر في اليوم التالي إثر تدخل الجيش وقيادته في توزيع الأسماء والمناصب. أراد الأتاسي الاستقالة، لكنه عاد وتراجع عنها تحت ضغط الجيش وكلف العظم مجددًا والذي نجح في 29 ديسمبر 1949 تشكيل حكومة مرضية من قبل الجيش وحزب الشعب على حد سواء. كانت تلك المرحلة شديدة الدقة في السياسة السورية، فبعد الإطاحة بحسني الزعيم وعودة الحكم الدستوري انقلب الجيش على نفسه واعتقل سامي الحناوي وغدا أديب الشيشكلي قائدًا للجيش ومتدخلاً في أدق تفاصيل الحياة السياسية السورية الأمر الذي رفضته أغلب الأحزاب السياسية وأفضى إلى عدم الاستقرار في البلاد، على سبيل المثال فقد فرض الجيش تسمية وزير الدفاع على العظم بأنه أكرم الحوراني وفي حكومات لاحقة فرض أن يكون عسكريًا لا مدنيًا. كان الجيش معارضًا للوحدة مع العراق والأردن ضمن مشروع سوريا الكبرى والوحدة تحت التاج الهاشمي، مدعومًا من السعودية ومصر وقد اعتقل عددًا من الداعين للوحدة بمن فيهم نواب في الجمعية التأسيسيّة رغم تمتعهم بالحصانة؛ في حين كان حزب الشعب من الداعين للوحدة مع العراق.
في 4 يناير 1950 تقدمت حكومة العظم لنيل الثقة، ولم تطرح في بيانها الوزراي أي إشارة للوحدة مع العراق أو «الوحدة العربية» العامة، بكل الأحوال تعرضت الحكومة لنقد حزب الشعب والكتلة الجمهورية «عين الجيش في الجمعية» على حد سواء، بيد أنها نالت الثقة بأغلبية 92 صوتًا مقابل 7 أصوات في حين تغيب 33 نائب عن الجلسة. لم يطل عهد حكومة العظم الرابعة أيضًا إذ مكثت في الحكم ستة أشهر واستقالت في 4 يونيو 1950. لعل من أبرز أعمالها زيارة وزير الاقتصاد معروف الدواليبي وقائد الجيش أديب الشيشكلي إلى القاهرة ثم الرياض، وتوقيع اتفاق التعاون العسكري مع مصر لتدريب الجيش السوري، والحصول على منحة 6 ملايين دولار من الرياض للجيش السوري وسلسلة اتفاقات اقتصادية وتجارية. اتهمت حكومة العظم بعدم الحياد ومناكفة حزب الشعب صاحب الكتلة الكبرى في البرلمان وزج سوريا في المحور السعودي - المصري مقابل المحور الهاشمي العراقي - الأردني. استطاع العظم تفادي تلك المشكلة، وقال بأنه قبل الدعم من أي دولة أتى، كما كان له دور في المناقشات حول الدستور الجديد بحيث تبعد سوريا قد الإمكان عن المحاور العربية والأيدلوجيات الاقتصادية تحديدًا. في 26 أبريل استقال وزير الدفاع أكرم حوراني بعد خلافات مع عدد من الوزراء، أصاب ذلك حكومة العظم بالضعف نظرًا لكون حوراني عميد «الكتلة الجمهورية» التي تتمتع بدعم الجيش المطلق، في قطاع نواب الكتلة الجمهورية جلسات الجمعية التأسيسية حتى استقالة العظم. في الواقع، كان بإمكان حكومة العظم الصمود في حالة السياسة الطبيعية غير أن دعم قيادة الجيش للكتلة الجمهورية وأركانها جعل الأمر صعبًا، على سبيل المثال وبعد تصعيد الكتلة الجمهورية بمقاطعة جلسات الجمعية التأسيسيّة أصدرت القيادة العامة للجيش قرارًا يقضي بحظر المظاهرات والاجتماعات السياسية العلنية رغم أن هذا القرار يجب أن تتخذه حكومة مدنية.
غادر العظم إلى مصر لحضور قمة جامعة الدول العربية وانتقل منها إلى الرياض. في 24 مايو اندلع خلاف جديد في الحكومة حين صرح وزير العدل فيضي الأتاسي أن «بعض الوزراء» يعملون لمصلحتهم الخاصة بدلاً من مصالح البلاد، وعلى إثر هذا الخلاف استقالت حكومة العظم في 28 مايو 1950. وطلب الأتاسي في العظم تشكيل حكومة جديدة غير أنه اعتذر، فأسند المنصب لناظم القدسي عميد حزب الشعب المناوئ للجيش، وكانت تلك أول فرصة لحزب الشعب صاحب أكبر كتلة نيابية لتشكيل حكومة رغم ممانعة الجيش.

### الحكومة الخامسة
مكث العظم خارج الحكم أقل من عام، في 27 مارس 1951 شكل العظم حكومته الخامسة بعد ثمانية عشر يومًا من مشاورات التشكيل لاحتدام الخلاف بين الجيش والرئاسة والبرلمان. وبكل الأحوال، فإن الحكومة الخامسة كسابقتها، كانت خلال مرحلة انقلاب أديب الشيشكلي الأول، أي حكم مدني بمرجعية عسكرية، قبل أن يقوم الشيشكلي بانقلابه الثاني الذي قبض فيه على زمام الحكم مباشرة. بلغت ولاية هذه الحكومة خمسة أشهر فقط، وجاءت من سبعة أعضاء جميعهم من المستقلين ما عدا ممثل واحد للجيش في وزراء الدفاع وممثل واحد للاشتراكيين العرب. وقد نالت الحكومة الثقة بتصويت 52-0 نائب وامتناع 4 وتغيب الباقي.
خلال مناقشة بيان الحكومة قامت إسرائيل بقص مواقع قرب بحيرة الحولة ما عجل في منح الثقة للحكومة، ما عبر صراحة ممثلو الإخوان المسلمين والبعث العربي الاشترامي أما الحزب الوطني فقد دعم الحكومة متحالفًا مع الجيش لكسر سطوة حزب الشعب. بكل الأحوال، فإن الحكومة قد بدأت ضعيفة مع عدم دعمها برلمانيًا من كتلة موحدة الأهداف والمصالح إلى جانب «الحرب الباردة» التي شنها حزب الشعب والمعارضة على الحكومة. تحت الشغط قامت حكومة العظم بترقية أديب الشيشكلي لأعلى المراتب العسكرية وتعيينه قائدًا عامًا للجيش والقوات المسلحة. القائد السابق، أنور بنود تم تعيينه ملحقًا عسكريًا في السفارة السورية بأنقرة؛ كما تم تعيين عدد من الضباط المقربين من الشيشكلي في مواقع حساسة في الجيش والحكومة كوزير الدفاع فوزي سلو. أقرت الحكومة العظم أيضًا صفقة جديدة لتسليح الجيش بقيمة 1.4 مليون دولار؛ وخلال عمل هذه الحكومة أغلق العظم الحدود في وجه السلع اللبنانية في محاولة لمنع سقوط الصناعة المحلية نتيجة لتفشي الواردات اللبنانية، معلنًا بذلك نهاية الوحدة الاقتصادية مع لبنان. وأعلن عن تأسيس مرفأ اللاذقية وأدخل إصلاحات اقتصادية في الليرة السورية، كما أعلن عن مشروع مد سكك الحديد بين المناطق الشرقية على نهر الفرات واللاذقية بهدف تسهيل حركة الاستيراد والتصدير.
رشحت المعارضة بقيادة حزب الشعب معروف الدواليبي لرئاسة مجلس النواب في حين تقدمت الحكومة بمرشح آخر قريب من العظم، وبعد جولتين من الاقتراع فاز الدواليبي، وبدا ذلك نكسة للحكومة. غير ان ما قضى عليها فعليًا هو رفض المجلس التصديق على توسيع الانفاق استثنائيًا لتسليح الجيش. خيّر الرئيس الأتاسي العظم إما الاستقالة أو تقديم مشروع مالي مقبول من طرف مجلس النواب ومع تعذر التوصل لصيغة استقال العظم في 31 يوليو 1951. وبعد أربعة أشهر فقط من استقالة الحكومة، انقلب أديب الشيشكلي على الحكم الدستوري، وعيّن فوزي السلو رئيسًا للدولة بصلاحيات تنفيذية وتشريعية معلقًا العمل بالدستور وحالاً مجلس النواب والأحزاب ومجبرًا الرئيس الأتاسي على الاستقالة. خلال مرحلة اأشهر الأربع تعاقبت ثلاث حكومات برئاسة حسن الحكيم وزكي الطيب ومعروف الدواليبي ما يظهر حالة عدم الاستقرار التي عاشت بها الجمهورية نتيجة تدخل الجيش في السياسة. بعد الانقلاب، اعتكف أغلب القادة السياسيين عن ممارسة العمل السياسي وكان منهم العظم، وبعد استقرار نظام الشيشكلي طلب من العظم تشكيل حكومة مدنية غير أنه رفض مبررًا رفضه بأسباب صحية. كما قاطع الانتخابات التشريعية عام 1953. بكل الأحوال، استمرت المقاطعة السياسية حتى 26 فبراير 1954 حين تنحى الشيشكلي عن السلطة.
شارك العظم في الانتخابات التشريعية لعام 1954 والتي أعادته مجددًا إلى البرلمان وترأس «الكتلة الديموقراطية» المؤلفة من 37 نائبًا مستقلاً، وكانت أكبر كتلة من البرلمان. كلفه الأتاسي تشكيل حكومة بعد الانتخابات غير أنه فشل بعد يومين من التفاوض مع حزب الشعب من جهة والبعث من جهة ثانية؛ وبكل الأحوال فقد دعم وكتلته الحكومة التي شكلها حينها فارس الخوري وقد وصفت الكتلة الديموقراطية حينها بأنها كتلة يمينية مؤيدة للغرب في وجه الكتل اليسارية المؤيدة للشرق. عاد العظم إلى السلطة التنفيذية مجددًا في 13 فبراير 1955 بمنصب وزير الخارجية وشريكًا في الحكم في الوزارة التي شكلها سعيد الغزي قبيل موعد الانتخابات الرئاسية التي جعلته يقترب من القوى اليسارية في البلاد.

### نشاطه 1954 - 1963
بعد الإطاحة بالشيشكلي عام 1954 عاد الأتاسي ليكمل ما تبقى من فترته الرئاسية وتشكلت حكومة برئاسة صبري العسلي غير أنها لم تمكث طويلاً بل استقالت في يونيو 1954 وجاءت وزارة جديدة برئاسة سعيد الغزي نظمت انتخابات مجلس النواب، في أعقاب الانتخابات عاد العظم إلى الندوة البرلمانية نائبًا عن دمشق، وكما تقتضي الأعراف استقالت حكومة الغزي بعد الانتخابات وتألفت حكومة جديدة برئاسة فارس الخوري التي استقالت في فبراير 1955 بعد رفض البرلمان - بأغلبية نوابه المستقلين مع البعثيين والشيوعيين - مشروع الموازنة التي قدمتها الحكومة، وشكلت حكومة جديدة برئاسة صبري العسلي كان العظم فيها وزير للخارجية ووزير للدفاع بالوكالة. وقد حصلت خلال هذه الحكومة اغتيال عدنان المالكي، واستمرت في مهامها فترة جاوزت الست الأشهر، ولم تستقل إلا في أعقاب الانتخابات الرئاسية عام 1955 التي أفضت إلى فوز شكري القوتلي برئاسة الجمهورية في الدورة الثانية من الاقتراع، وكان منافسه الوحيد خالد العظم. تقاعد العظم إثر خسارته لفترة وجيزة، ثم عاد مرة أخرى في نوفمبر 1956 ليدخل في حكومة صبري العسلي كوزير للدفاع، خلال حكومة ائتلافية من حزب البعث والكتلة الوطنية و«الكتلة الديموقراطية» التي كانت تجمع عدد من النواب المستقلين، ومن بينهم العظم. لعب العظم دورًا رئيسيًا في تحقيق التحالف مع الاتحاد السوفيتي، وسافر مرارًا وعديدة لترتيب القروض والاتفاقات الاقتصادية وصفقات الأسلحة، مما أثار غضب الولايات المتحدة.
انعدمت ثقة الاشتراكيين فيه بسبب خلفيته الأرستقراطية الغنية والعثمانية، ورغم أنه لم يكن من أنصار الرأسالمية المطلقة ورغم تحالفه مع الاتحاد السوفيتي بعد الأحيان، حتى لقب «المليونير الأحمر»، وقد اعتمدت الصحافة السورية هذا اللقب خلال فترة الخمسينيات. ولأنه لم يكن اشتراكياً، بل معارضاً في واقع الأمر لدعوات الاشتراكية في الوطن العربي، فقد عارض بدون جدوى الوحدة مع مصر في عام 1958 التي أدت إلى إعلان الجمهورية العربية المتحدة، مبينًا أن عبد الناصر من شأنه أن يدمر النظام الديمقراطي واقتصاد السوق الحرة في سوريا، اعتزل العظم الحياة السياسية خلال فترة الاتحاد وهاجر إلى لبنان.
عندما حصل الانفصال بانقلاب عسكري قام به عبد الكريم النحلاوي مع 35 ضابطًا وأعلن فكّ العلاقة مع مصر، بعد أن كان سراج وكحالة، مندوبي الرئيس ناصر في سوريا، قد انتهجا سياسة قمعية لم تكن البلاد قد شهدتها من قبل، كما أن الوحدة الاقتصادية أثرت سلبًا على اقتصاد البلاد. عاد العظم إلى سوريا، وساعد في صياغة وثيقة الانفصال بنفسه، وحاول خوض انتخابات الرئاسة ولكن الجيش رفض ترشيحه. انتخب ناظم القدسي رئيسًا، وعاد العظم إلى البرلمان كنائب عن دمشق. يوم 28 مارس 1962، أطاح انقلاب آخر بالنظام، وسجن القدسي والعظم. وفي 2 أبريل أطلق انقلاب مضاد سراحهم، وأصبح العظم رئيسا للوزراء من جديد تحت حكم القدسي. تحالف الرجلان مع الرئيس السابق شكري القوتلي لتخليص الجيش من الناصريين، وعكس مشروع التأميم الذي وضعه جمال عبد الناصر عندما كان رئيسًا للجمهورية العربية المتحدة. وقبل تحقيق ذلك، جاء حزب البعث العربي الاشتراكي إلى بانقلاب أطلق عليه ثورة الثامن من آذار، وانتقل كل من العظم والقدسي إلى لبنان.

## وفاته
انتقل خالد العظم نهائيا إلى بيروت، حيث عاش في ظروف مادية صعبة، إذ استولى حزب البعث على أملاكه في البلاد. ومنها بدأ عام 1964 نشر مذكراته السياسية في جريدة النهار التي دققها لغويًا خليل كلاس، واستمرت عملية النشر حتى بعد وفاته، إذ توفي الرئيس العظم في بيروت ودفن فيها يوم 18 نوفمبر 1965. وقد كانت في وصيته أن يدفن قرب الإمام الأوزاعي في بيروت وألا يحمل إلى دمشق لكي لا تضطرب المدينة وأنصاره فيردّ عليهم بالرصاص ويسقط قتلى وجرحى. وقد ورد في كتاب الأعلام لمؤلفه خير الدين الزركلي أن زوجته باعت مذكراته بعد وفاته، ويقال إنه دخلها تحريف وتبديل، ونشر بعضها متسلسلاً في جريدة النهار، ثم نشرت كاملة في كتاب. وقد تم التطرق لشخصيته في مسلسل حمام القيشاني، الذي أرّخ لمرحلة الحياة السياسية في سوريا منذ عهد المملكة السورية وحتى ثورة البعث وقيام الجمهورية الثانية؛ وقد وصفت شخصيته بكونها من أكثر الشخصيات إشكالية وغموضًا في تاريخ سوريا المعاصر، كما أنّ ستارًا من الغموض يكتف العديد من المواقف السياسية التي اتخذها خلال حياته السياسية.

## الكتب
- غوردن تورري (1964). Syrian Politics and the Military, 1945-1958 [السياسة والجيش السوريان 1945 - 1958] (بالإنجليزية). دار نشر جامعة ولاية أوهايو. Archived from the original on 10 آب / أغسطس 2020. {{استشهاد بكتاب}}: تحقق من التاريخ في: |تاريخ أرشيف= (help)
- غسان محمد رشاد حداد (2007). أوراق شامية من تاريخ سورية المعاصر 1946 - 1966. مكتبة مدبولى الصغير. ISBN:9789772086276. مؤرشف من الأصل في 10 آب / أغسطس 2020. {{استشهاد بكتاب}}: تحقق من التاريخ في: |تاريخ أرشيف= (مساعدة)

## روابط خارجية
- خالد العظم على موقع مونزينجر (الألمانية)